# Mantenay-Montlin

Mantenay-Montlin este o comună în departamentul Ain din estul Franței.